# Augustyn Czarnowski

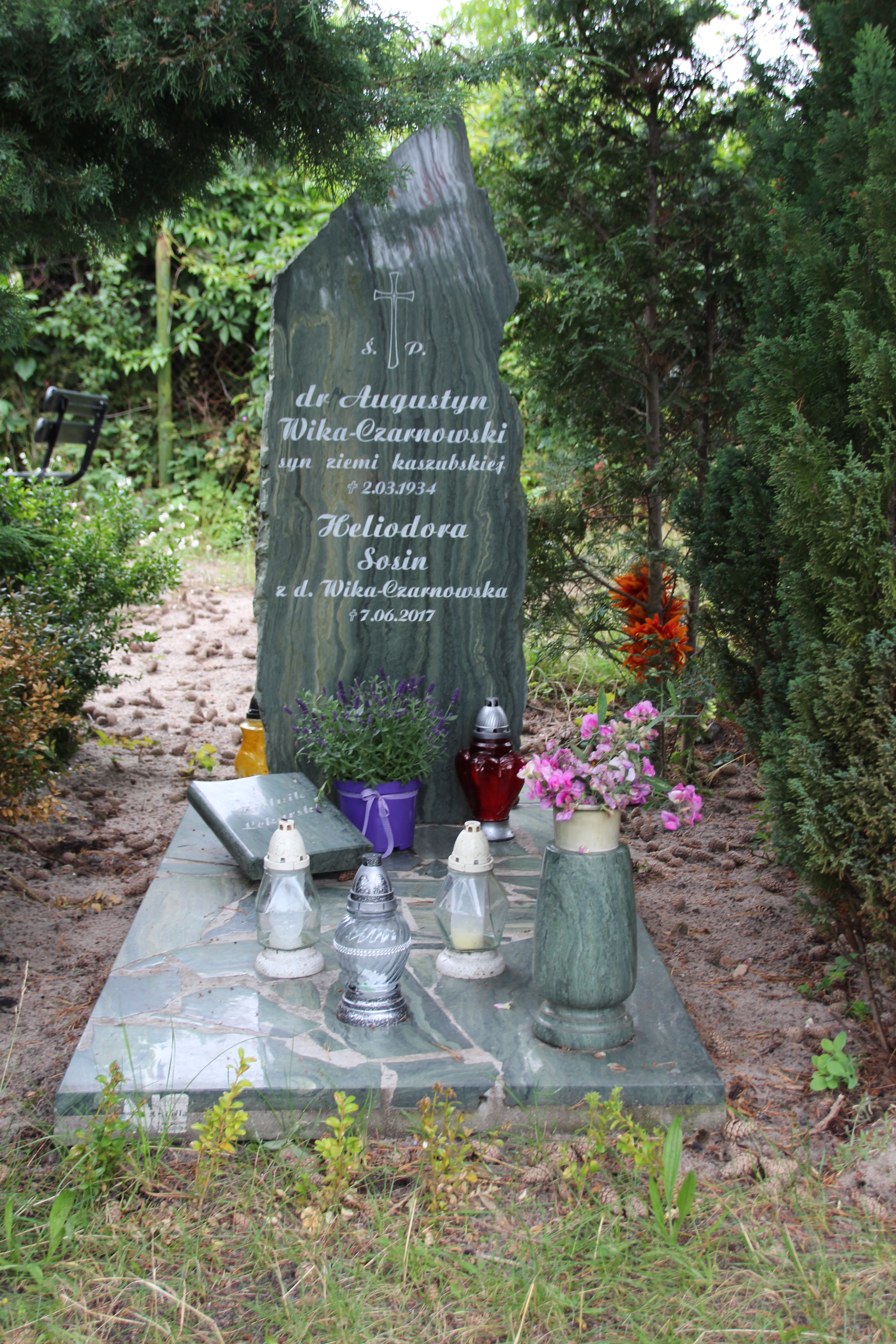
Grób Augustyna Czarnowskiego na Cmentarzu Komunalnym na Helu

Augustyn (August) Wika-Czarnowski (ur. 20 maja 1861 w Małym Gliśnie, zm. 2 marca 1934 w Helu) – polski lekarz stomatolog i homeopata.

## Życiorys
Pochodził z kaszubskiej rodziny szlacheckiej, był synem rolnika Fryderyka Wika-Czarnowskiego i Marii z domu Hamerskiej. Jego stryjem był ksiądz Augustyn Wika-Czarnowski (1809–1876). Od 1862 uczęszczał do Collegium Marianum w Pelplinie, a potem do seminarium nauczycielskiego w Kościerzynie. Pracował jako nauczyciel w Lińsku i Berlinie, ale za prywatne nauczanie języka polskiego został zwolniony. Ukończył wtedy szkołę dentystyczną i otworzył własną praktykę. Wydawał czasopismo „Przewodnik Zdrowia” (1895–1929) i miesięcznik „Jarskie Życie” (1912). Autor kilkukrotnie wznawianego zielnika. Publikował też książki i broszury poświęcone zdrowiu seksualnemu, m.in. przestrzegał przed niebezpieczeństwami samogwałtu. Uczestniczył w życiu berlińskiej Polonii.
Brał udział w kongresach homeopatycznych w Paryżu, Londynie i Sankt Petersburgu. Opracował środek do usuwania kamienia nazębnego Dentipurol.
Dwukrotnie żonaty, pierwsza żona miała na imię Maria, była autorką książek o wegetarianizmie. Z drugiego małżeństwa z Katarzyną Gertrudą Goździewską urodziła się córka Heliodora, zamężna Sosin.
W 1923 roku przeniósł się do majątku rodzinnego Godździewskich w Koronowie. Pod koniec lat 20 XX w. zamierzał wybudować sanatorium na Helu, ale zmarł na serce zanim dokończył przedsięwzięcie. Pochowany jest na cmentarzu na Helu (sektor B3, rząd A, miejsce 5). Po jego śmierci wdowa dokończyła budowę pensjonatu Silvamare, jednak został on zburzony przez Niemców podczas II wojny światowej. Na fasadzie domu przy ul. Kuracyjnej w 2014 roku umieszczono tablicę pamiątkową. Tekst głosi:
W tym miejscu w latach 1926–1934 mieszkał i pracował

dr Augustyn Wika-Czarnowski

lekarz – społecznik, wybitny homeopata i pionier wegetarianizmu,

autor „Przewodnika zdrowia” wydawanego w języku polskim w Berlinie.

Syn ziemi kaszubskiej, spoczywający na helskim cmentarzu.

## Wybrane prace
- Życie płciowe i tegoż zboczenia: co młodzi ludzie o tem wiedzieć mogą a małżonkowie wiedzieć powinni. Berlin: „Przewodnik Zdrowia”, 1903
- Życie płciowe i jego znaczenie ze stanowiska zdrowotno-obyczajowego. Berlin: „Przewodnik Zdrowia”, 1904
- Jak uświadamiać młodzież o życiu płciowem?. Berlin, 1904
- Zielnik lekarski czyli Opis 125 ziół używanych w lecznictwie z podaniem ich uprawy i zastosowania. Berlin: „Przewodnik Zdrowia”, 1905
- Samopomoc w cierpieniach i chorobach płciowych: tak męskich jak żeńskich. Pittsburg: Księgarnia Polska M.P. Paryskiego, 1905
- Der kleine Kräuterarzt. Hygiea, 1906
- Zakon małżeństwa czyli Rozbiór obowiązków małżeńskich ze stanowiska zdrowotności jednostkowej i społecznej: katechizm dla małżonków oraz dla osób mających wejść w związki małżeńskie. Berlin: „Przewodnik Zdrowia”, 1910
- Marnopłcenie - onanizm (samogwałt, samienie się, nijactwo): objawy, przyczyny, następstwa, zapobieganie, leczenie wedle najnowszych postępów naukowych. Berlin: „Hygiea”, 1914
- Kąpiele powietrzno-słoneczne i ich znaczenie dla zdrowia naszego oraz praktyczne wskazówki do urządzenia i używania tychże. Berlin: „Hygiea”, 1918